# Espoir sportif du Cap Bon
L'Espoir sportif du Cap Bon (arabe : الأمل الرياضي بالوطن القبلي), plus couramment abrégé en ES du Cap Bon, est un club tunisien de basket-ball féminin basé dans la ville de Nabeul.

## Palmarès
- Championnat de Tunisie (2) :
  - Vainqueur : 2008, 2022
- Coupe de Tunisie (6) :
  - Vainqueur : 2008, 2010, 2015, 2016, 2020, 2022
- Coupe arabe des clubs champions (1) :
  - Vainqueur : 2010
  - Finaliste : 2019

1. 1 2  Seuls les principaux titres en compétitions officielles sont indiqués ici.